# Lherm (Haute-Garonne)
Pour les articles homonymes, voir Lherm.
Lherm, L'Èrm en occitan, est une commune française située dans le centre du département de la Haute-Garonne, en région Occitanie.
Sur le plan historique et culturel, la commune est dans le Pays toulousain, qui s’étend autour de Toulouse le long de la vallée de la Garonne, bordé à l’ouest par les coteaux du Savès, à l’est par ceux du Lauragais et au sud par ceux de la vallée de l’ Ariège et du Volvestre. Exposée à un climat océanique altéré, elle est drainée par le canal de Saint-Martory, le Touch, l'Ousseau, la Bure, le ruisseau de l'Aussau et par divers autres petits cours d'eau.
Lherm est une commune rurale qui compte 3 849 habitants en 2022, après avoir connu une forte hausse de la population depuis 1975. Elle appartient à l'unité urbaine de Lherm et fait partie de l'aire d'attraction de Toulouse. Ses habitants sont appelés les Lhermois ou  Lhermoises.
Le patrimoine architectural de la commune comprend deux  édifices protégés au titre des monuments historiques : la chapelle Notre-Dame-du-Bout-du-Pont, inscrite en 1978, et l'église Saint-André, classée en 1993.

## Géographie

### Localisation
La commune de Lherm se trouve dans le département de la Haute-Garonne, en région Occitanie.
Sur le plan historique et culturel, Lherm fait partie du pays de Comminges, correspondant à l’ancien comté de Comminges, circonscription de la province de Gascogne située sur les départements actuels du Gers, de la Haute-Garonne, des Hautes-Pyrénées et de l'Ariège.
Elle se situe à 26 km à vol d'oiseau de Toulouse, préfecture du département, à 9 km de Muret, sous-préfecture, et à 27 km de Cazères, bureau centralisateur du canton de Cazères dont dépend la commune depuis 2015 pour les élections départementales.
La commune fait en outre partie du bassin de vie de Rieumes.
Les communes les plus proches sont : 
Labastidette (4,0 km), Saint-Clar-de-Rivière (4,1 km), Poucharramet (4,1 km), Saint-Hilaire (4,6 km), Lavernose-Lacasse (4,9 km), Cambernard (6,0 km), Lamasquère (6,1 km), Bérat (6,9 km).
Le Lherm est limitrophe de huit autres communes.
| Saint-Clar-de-Rivière, Cambernard | Labastidette | Muret             |
| Poucharramet                      | Lherm        | Saint-Hilaire     |
|                                   | Bérat        | Lavernose-Lacasse |

### Géologie et relief
La commune de Lherm est établie sur la troisième terrasse de la Garonne, dans la plaine toulousaine de la Garonne.
La superficie de la commune est de 2 726 hectares ; son altitude varie de 187  à   240 mètres.

### Hydrographie

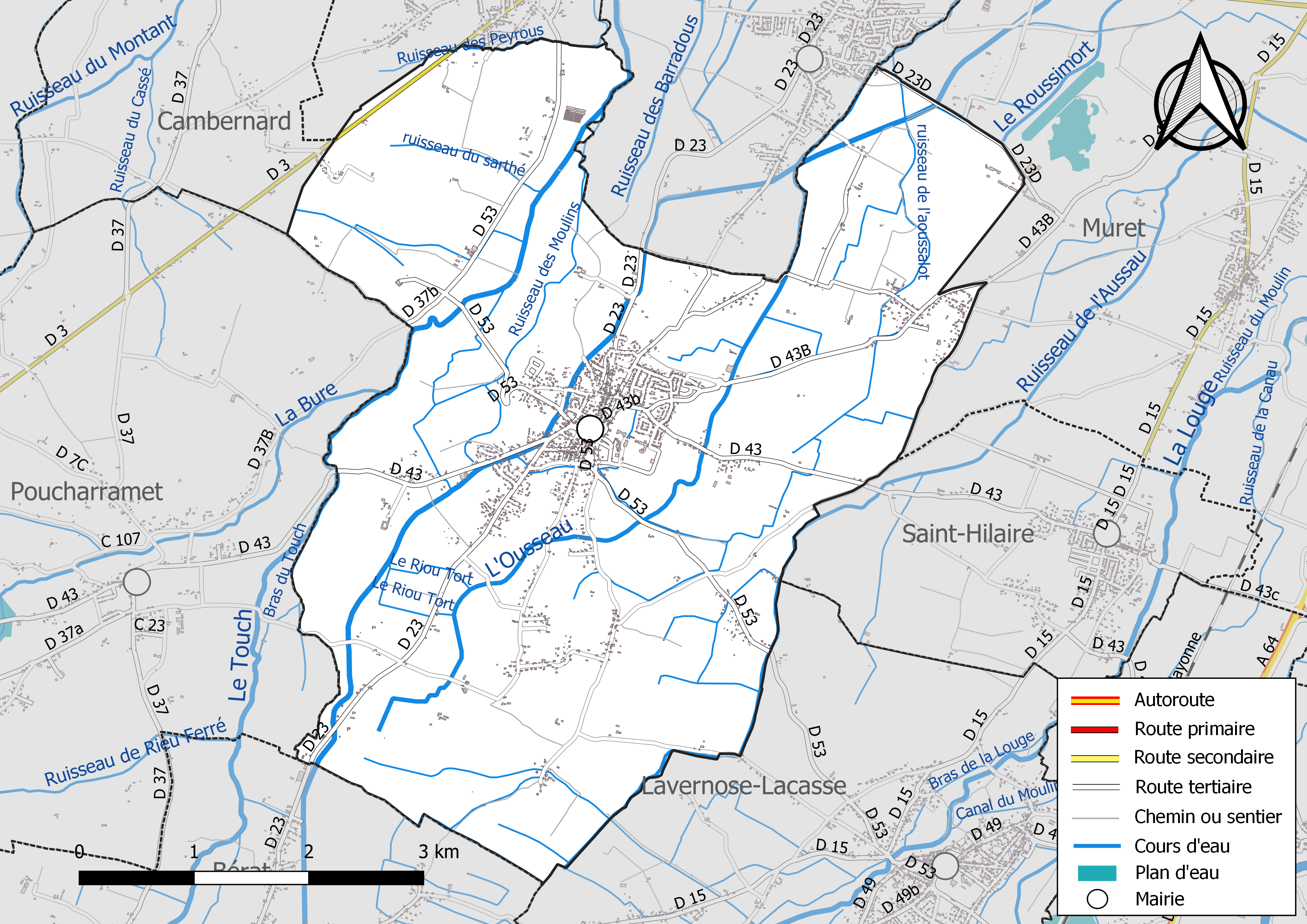
Réseaux hydrographique et routier de Lherm.

La commune est dans le bassin de la Garonne, au sein du bassin hydrographique Adour-Garonne. Elle est drainée par le canal de Saint-Martory, le Touch, l'Ousseau (aussi appelé Riou Tort), la Bure, le ruisseau de l'Aussau, un bras du Touch, le ruisseau de l'Aoussalot, le ruisseau des Moulins, le ruisseau des Peyrous, le ruisseau du Sarthé et par divers petits cours d'eau, constituant un réseau hydrographique de 59 km de longueur totale,.
Le canal de Saint-Martory, d'une longueur totale de 71,2 km, prend sa source dans la commune de Saint-Martory et s'écoule du sud-ouest vers le nord-est. Il traverse la commune et se jette dans la Garonne à Toulouse, après avoir traversé 19 communes.
Le Touch, d'une longueur totale de 74,5 km, prend sa source dans la commune de Lilhac et s'écoule du sud-ouest vers le nord-est. Il traverse la commune et se jette dans la Garonne à Blagnac, après avoir traversé 29 communes.
L'Ousseau, d'une longueur totale de 26,2 km, prend sa source dans la commune et s'écoule du sud-ouest vers le nord-est. Il traverse la commune et se jette dans le Touch à Tournefeuille, après avoir traversé 10 communes.
La Bure, d'une longueur totale de 12,9 km, prend sa source dans la commune de Plagnole et s'écoule d'ouest en est. Elle se jette dans le Touch sur le territoire communal, après avoir traversé 5 communes.
Le ruisseau de l'Aussau, d'une longueur totale de 11,9 km, prend sa source dans la commune de Lavernose-Lacasse et s'écoule du sud-ouest vers le nord-est. Il traverse la commune et se jette dans la Louge à Muret, après avoir traversé 4 communes.

### Climat
Pour des articles plus généraux, voir Climat de l'Occitanie et Climat de la Haute-Garonne.
En 2010, le climat de la commune est de type climat méditerranéen altéré, selon une étude s'appuyant sur une série de données couvrant la période 1971-2000. En 2020, Météo-France publie une typologie des climats de la France métropolitaine dans laquelle la commune est exposée à un climat océanique altéré et est dans la région climatique Aquitaine, Gascogne, caractérisée par une pluviométrie abondante au printemps, modérée en automne, un faible ensoleillement au printemps, un été chaud (19,5 °C), des vents faibles, des brouillards fréquents en automne et en hiver et des orages fréquents en été (15 à 20 jours).
Pour la période 1971-2000, la température annuelle moyenne est de 13,1 °C, avec une amplitude thermique annuelle de 15,9 °C. Le cumul annuel moyen de précipitations est de 691 mm, avec 8,9 jours de précipitations en janvier et 5,2 jours en juillet. Pour la période 1991-2020, la température moyenne annuelle observée sur la station météorologique installée sur la commune est de 13,6 °C et le cumul annuel moyen de précipitations est de 620,4 mm,. Pour l'avenir, les paramètres climatiques de la commune estimés pour 2050 selon différents scénarios d'émission de gaz à effet de serre sont consultables sur un site dédié publié par Météo-France en novembre 2022.
| Mois                                  | jan.          | fév.           | mars          | avril         | mai           | juin          | jui.          | août          | sep.          | oct.          | nov.            | déc.           | année      |
| ------------------------------------- | ------------- | -------------- | ------------- | ------------- | ------------- | ------------- | ------------- | ------------- | ------------- | ------------- | --------------- | -------------- | ---------- |
| Température minimale moyenne (°C)     | 2             | 2,1            | 4,4           | 7,1           | 10,6          | 14,2          | 15,7          | 15,6          | 12,5          | 9,6           | 4,9             | 2,3            | 8,4        |
| Température moyenne (°C)              | 5,9           | 6,7            | 9,7           | 12,4          | 15,9          | 19,9          | 21,8          | 22            | 18,9          | 14,9          | 9,3             | 6,4            | 13,6       |
| Température maximale moyenne (°C)     | 9,8           | 11,3           | 15            | 17,7          | 21,2          | 25,7          | 28            | 28,5          | 25,3          | 20,2          | 13,6            | 10,4           | 18,9       |
| Record de froid (°C) date du record   | −9,9 12.01.10 | −14,7 09.02.12 | −8,7 01.03.05 | −3,6 08.04.21 | −0,2 06.05.19 | 3,8 01.06.06  | 7,6 15.07.16  | 5,5 31.08.10  | 3,2 25.09.02  | −4,2 25.10.03 | −9,1 22.11.1998 | −11,4 25.12.01 | −14,7 2012 |
| Record de chaleur (°C) date du record | 20 03.01.1998 | 23,9 27.02.19  | 27,8 24.03.01 | 29,1 09.04.11 | 33,9 30.05.01 | 39,6 29.06.19 | 39,4 17.07.22 | 41,8 23.08.23 | 35,4 05.09.06 | 33,2 01.10.23 | 24,9 07.11.15   | 21,9 07.12.00  | 41,8 2023  |
| Précipitations (mm)                   | 58            | 42,4           | 47,3          | 63,4          | 73,8          | 51,5          | 40,8          | 43,3          | 40,5          | 47,5          | 60,4            | 51,5           | 620,4      |

### Milieux naturels et biodiversité
Aucun espace naturel présentant un intérêt patrimonial n'est recensé sur la commune dans l'inventaire national du patrimoine naturel,,.

## Urbanisme

### Typologie
Au 1er janvier 2024, Lherm est catégorisée bourg rural, selon la nouvelle grille communale de densité à sept niveaux définie par l'Insee en 2022.
Elle appartient à l'unité urbaine de Lherm, une unité urbaine monocommunale constituant une ville isolée,. Par ailleurs la commune fait partie de l'aire d'attraction de Toulouse, dont elle est une commune de la couronne,. Cette aire, qui regroupe 527 communes, est catégorisée dans les aires de 700 000 habitants ou plus (hors Paris),.

### Occupation des sols

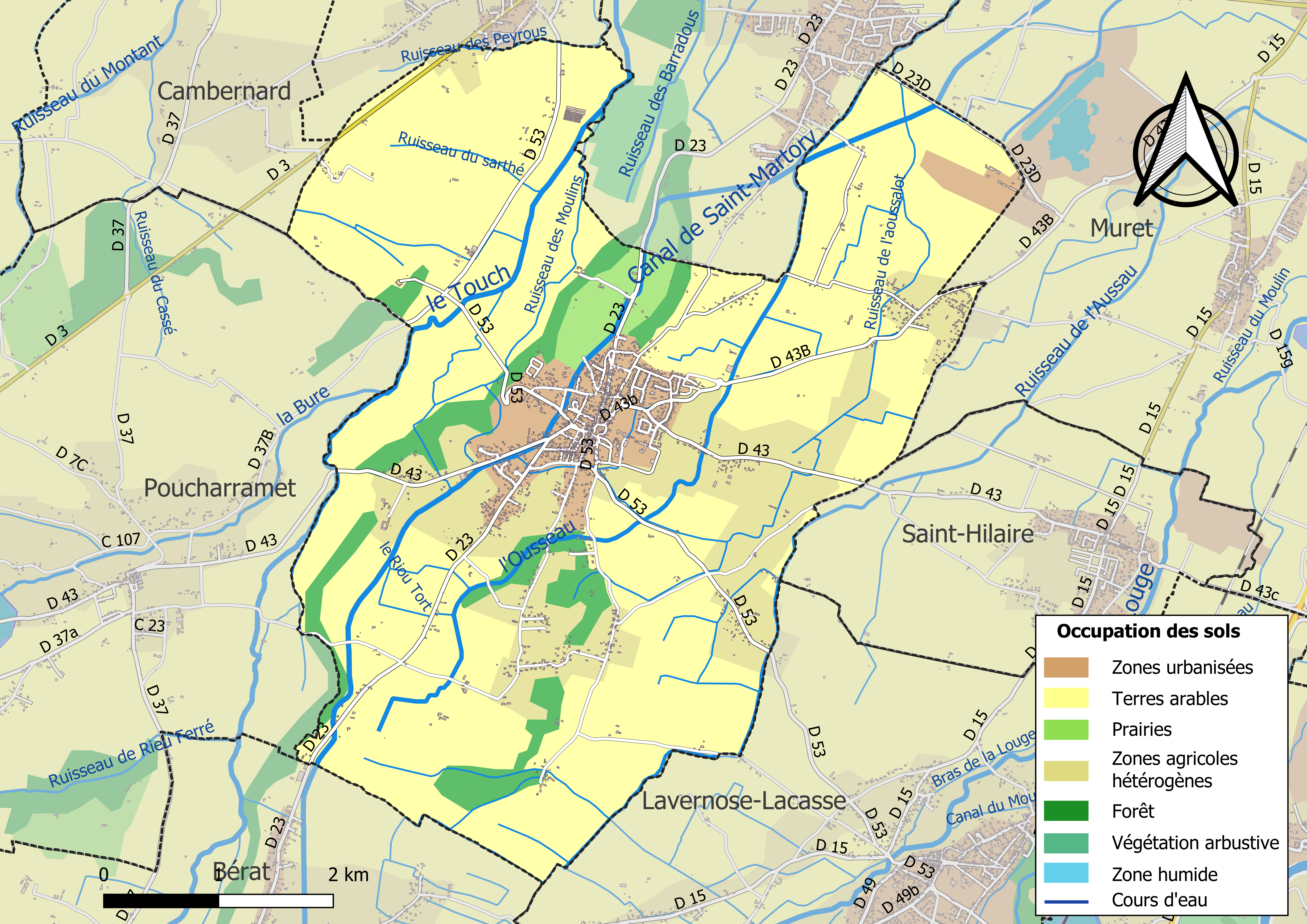
Carte des infrastructures et de l'occupation des sols de la commune en 2018 (CLC).

L'occupation des sols de la commune, telle qu'elle ressort de la base de données européenne d’occupation biophysique des sols Corine Land Cover (CLC), est marquée par l'importance des territoires agricoles (83,4 % en 2018), en diminution par rapport à 1990 (88,5 %). La répartition détaillée en 2018 est la suivante : 
terres arables (67,2 %), zones agricoles hétérogènes (14,1 %), zones urbanisées (9,1 %), forêts (6,6 %), prairies (2,1 %), zones industrielles ou commerciales et réseaux de communication (0,9 %). L'évolution de l’occupation des sols de la commune et de ses infrastructures peut être observée sur les différentes représentations cartographiques du territoire : la carte de Cassini (XVIIIe siècle), la carte d'état-major (1820-1866) et les cartes ou photos aériennes de l'IGN pour la période actuelle (1950 à aujourd'hui).

### Voies de communication et transports
- Par la route : A64, accès par la sortie :  34.
- Par le train : gare de Muret TER Occitanie sur la ligne de Toulouse à Bayonne.
- Par l'avion : l'aéroport Toulouse-Blagnac et aérodrome de Muret - Lherm.

La ligne 324 du réseau Arc-en-Ciel relie le centre de la commune à la gare de Muret, en correspondance avec la ligne D en direction de Toulouse-Matabiau, la ligne 363 relie le centre de la commune à la gare routière de Toulouse depuis Rieumes par Tournefeuille et la ligne 364 relie la commune à la gare routière de Toulouse également depuis Rieumes par Muret.

### Risques majeurs
Le territoire de la commune de Lherm est vulnérable à différents aléas naturels : météorologiques (tempête, orage, neige, grand froid, canicule ou sécheresse), inondations et séisme (sismicité très faible). Un site publié par le BRGM permet d'évaluer simplement et rapidement les risques d'un bien localisé soit par son adresse soit par le numéro de sa parcelle.
Certaines parties du territoire communal sont susceptibles d’être affectées par le risque d’inondation par débordement de cours d'eau, notamment le Touch, l'Ousseau, le ruisseau de l'Aussau et la Bure. La commune a été reconnue en état de catastrophe naturelle au titre des dommages causés par les inondations et coulées de boue survenues en 1982, 1999, 2000 et 2009,.

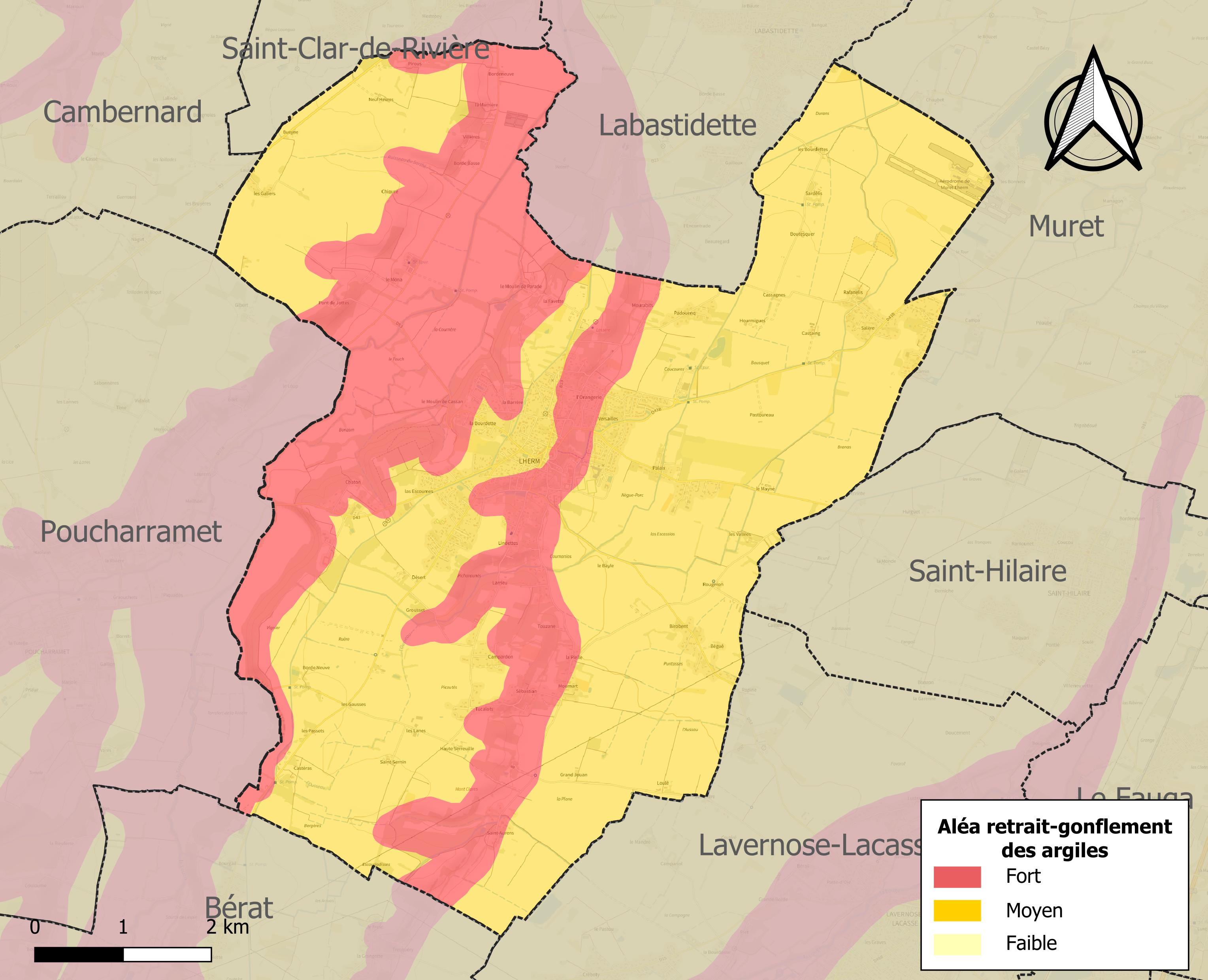
Carte des zones d'aléa retrait-gonflement des sols argileux de Lherm.

Le retrait-gonflement des sols argileux est susceptible d'engendrer des dommages importants aux bâtiments en cas d’alternance de périodes de sécheresse et de pluie. La totalité de la commune est en aléa moyen ou fort (88,8 % au niveau départemental et 48,5 % au niveau national). Sur les 1 364 bâtiments dénombrés sur la commune en 2019, 1 364 sont en aléa moyen ou fort, soit 100 %, à comparer aux 98 % au niveau départemental et 54 % au niveau national. Une cartographie de l'exposition du territoire national au retrait gonflement des sols argileux est disponible sur le site du BRGM,.
Par ailleurs, afin de mieux appréhender le risque d’affaissement de terrain, l'inventaire national des cavités souterraines permet de localiser celles situées sur la commune.
Concernant les mouvements de terrains, la commune a été reconnue en état de catastrophe naturelle au titre des dommages causés par la sécheresse en 1989, 1998, 2003, 2008, 2011 et 2016 et par des mouvements de terrain en 1999.

## Toponymie
L'origine évoquée du nom vient de l'occitan ancien èrm, qui signifie « désert » comme en latin èremu(m).
Le Lherm pour L'Herm, est une agglutination de l'article, très ancienne et attestée.

Malgré l'absence d'article dans les documents officiels actuels, la plupart des Lhermois et habitants des communes voisines continuent de baptiser la commune Le Lherm. Ainsi il est courant d'entendre « J'habite Le Lherm » ou encore « J'habite au Lherm ».
De même, quelques panneaux routiers indiquant la direction de Le Lherm subsistent malgré la demande du préfet faite en 1992 de les remplacer.

## Histoire
La présence sur le blason de trois tours, dont la centrale est donjonnée rappelle que la communauté fut dès 974 alleu de l'abbaye de Lézat et qu'un château fort exista en son bourg.
Village fortifié, Le Lherm était en effet dominé par un château fort qui existait à la fin du XIe siècle et qui disparut dès le XIIIe siècle.
Bourg royal en 1329, Le Lherm fut aussi archiprêtré jusqu'à la Révolution, puis le village fut élevé au rang de chef-lieu de canton pendant une dizaine d'années de 1790 à 1802. Le village était alors un castrum circulaire entouré de douves et dominé par l'église.

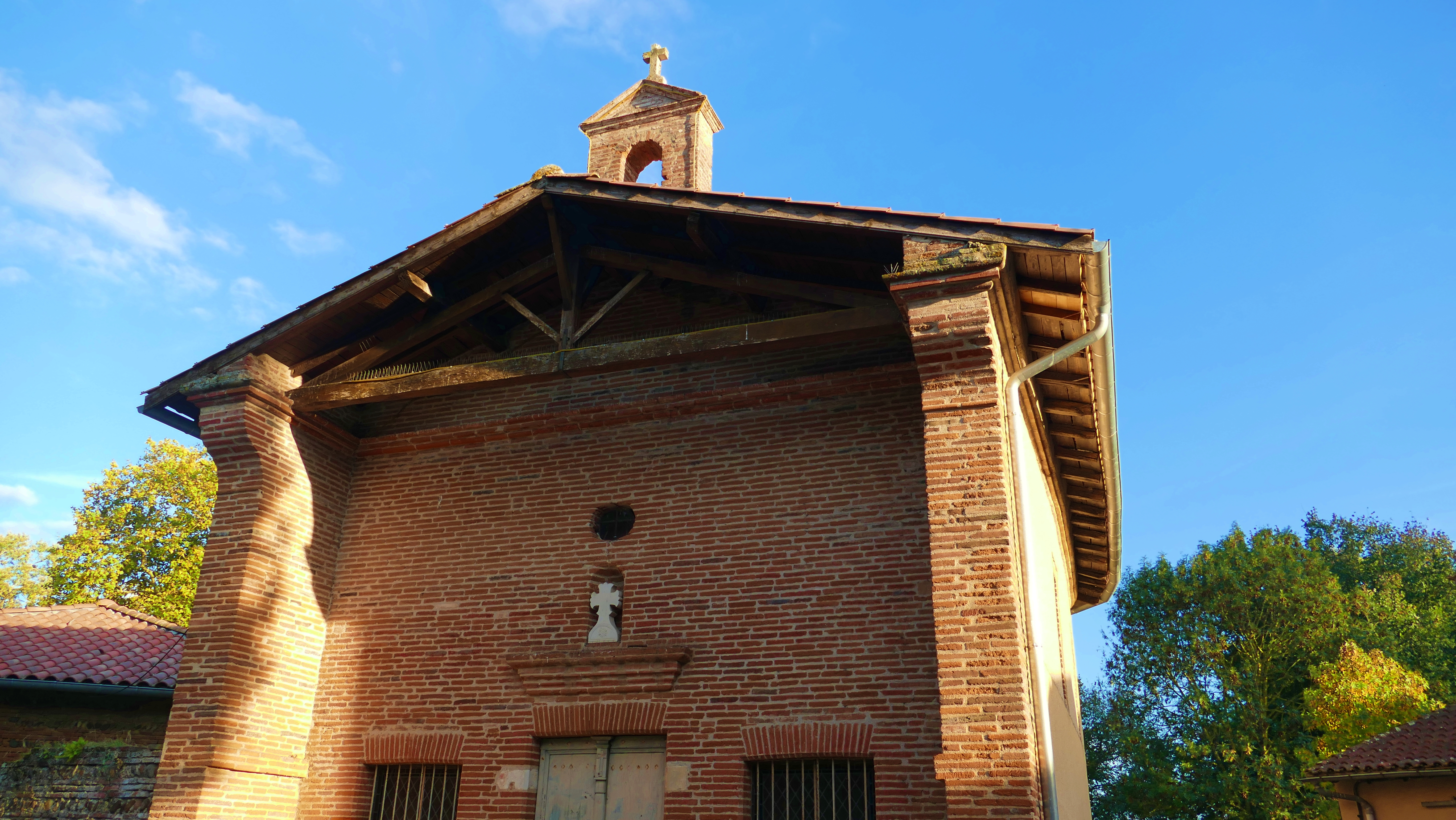
Chapelle Notre-Dame-du-Bout-du-Pont.

Aujourd'hui, si les douves ont disparu, le pâté de maisons en demi-cercle, au chevet de l'église est intéressant à observer, notamment depuis la chapelle Notre-Dame du Bout-du-Pont, inscrite à l'Inventaire supplémentaire des monuments historiques.
Un fort s'élevait sur une partie de l'esplanade actuelle. Moyen de défense au Moyen Âge, il devint par la suite la maison communale, lieu de délibération des consuls jusqu'au XIXe siècle.
La démolition du fort coïncide avec la construction du clocher de l'église Saint-André de style néogothique toulousain. Celle-ci dévoile notamment de superbes peintures murales et des stalles en chêne ornées de sculptures de la fin du XVIIe siècle. Une de ses chapelles absidiales, de style roman, abrite des fresques du XIVe siècle, retraçant les vies de saint François d’Assise et de saint Michel.
Avec l'essor de l'agriculture, le bourg s'est étendu et présentait sous le Second Empire de belles demeures bourgeoises, nommées parfois hôtels et dont les façades embellissent encore la place de l'église. La halle ouverte permettait autrefois d’abriter le marché local et des foires, tout en offrant une circulation d’air et un espace protégé des intempéries notamment pour remiser les charrettes et charretons appartenant aux agriculteurs du centre du village. En 1907, la nouvelle halle est construite en métal, dans le style de l’époque « glorifié par Eiffel ». Elle continue de jouer un rôle central dans la vie du village abritant évènements, fêtes et marchés, tout en restant un témoignage vivant du patrimoine architectural rural.
Y était aussi installé le « travail », nom donné à la structure dans laquelle le forgeron maréchal-ferrant maintenait les bœufs et les vaches pour les ferrer, pour les labours.
Le 31 mars 2019, cinq pensionnaires de l'Ehpad «la Chêneraie» décèdent, indique la préfecture de Haute-Garonne dans un communiqué. Ils auraient été victimes d'une intoxication alimentaire dans la soirée, après le dîner.

## Politique et administration

### Administration municipale
Le nombre d'habitants au recensement de 2017 étant compris entre 3 500 habitants et 4 999 habitants, le nombre de membres du conseil municipal pour l'élection de 2020 est de vingt sept,.

### Rattachements administratifs et électoraux
La commune du Lherm fait partie de la septième circonscription de la Haute-Garonne et du canton de Cazères (avant le redécoupage départemental de 2014, Lherm faisait partie de l'ex-canton de Muret).
En matière d'intercommunalité, Lherm appartient à la communauté de communes Cœur de Garonne depuis le 1er janvier 2017 et du 1er janvier 2004 au 31 décembre 2016 elle appartenait à la Communauté de communes du Savès.

### Liste des maires
| Période                                  | Période               | Identité        | Étiquette | Qualité                                                                |
| ---------------------------------------- | --------------------- | --------------- | --------- | ---------------------------------------------------------------------- |
| Les données manquantes sont à compléter. |                       |                 |           |                                                                        |
| 1944                                     | 1945                  | Julien Orliac   |           |                                                                        |
| 1945                                     | mai 1953              | Raymond Orliac  |           |                                                                        |
| mai 1953                                 | mars 1959             | René Suquet     |           |                                                                        |
| mars 1959                                | mars 1989             | André Lascours  |           |                                                                        |
| mars 1989                                | mars 1996 (démission) | Florian Garcia  | PS        |                                                                        |
| mars 1996                                | juillet 2020          | Jean Ayçaguer   | PS        | Retraité de l'enseignement Président de la CC du Savès (2008 → 2016)   |
| juillet 2020                             | En cours              | Frédéric Pasian | DVG       | Ingénieur industrie automobile Vice-président de la CC Cœur de Garonne |

### Jumelages
Binaced (Espagne) depuis 1994, petite commune espagnole d'Aragon. Elle compte environ 1 528 habitants en 2016. Chaque année, des échanges sont organisés.

## Population et société

### Démographie
L'évolution du nombre d'habitants est connue à travers les recensements de la population effectués dans la commune depuis 1793. Pour les communes de moins de 10 000 habitants, une enquête de recensement portant sur toute la population est réalisée tous les cinq ans, les populations de référence des années intermédiaires étant quant à elles estimées par interpolation ou extrapolation. Pour la commune, le premier recensement exhaustif entrant dans le cadre du nouveau dispositif a été réalisé en 2008.

En 2022, la commune comptait 3 849 habitants, en évolution de +6,03 % par rapport à 2016 (Haute-Garonne : +8,02 %, France hors Mayotte : +2,11 %).
| 1793 | 1800 | 1806  | 1821  | 1831  | 1836  | 1841  | 1846  | 1851  |
| ---- | ---- | ----- | ----- | ----- | ----- | ----- | ----- | ----- |
| 581  | 886  | 1 005 | 1 065 | 1 135 | 1 167 | 1 134 | 1 225 | 1 215 |

| 1856  | 1861  | 1866  | 1872  | 1876  | 1881  | 1886  | 1891  | 1896  |
| ----- | ----- | ----- | ----- | ----- | ----- | ----- | ----- | ----- |
| 1 195 | 1 164 | 1 243 | 1 147 | 1 201 | 1 241 | 1 255 | 1 144 | 1 088 |

| 1901  | 1906 | 1911 | 1921 | 1926 | 1931 | 1936 | 1946 | 1954 |
| ----- | ---- | ---- | ---- | ---- | ---- | ---- | ---- | ---- |
| 1 007 | 998  | 956  | 798  | 849  | 845  | 764  | 717  | 804  |

| 1962 | 1968 | 1975  | 1982  | 1990  | 1999  | 2006  | 2008  | 2013  |
| ---- | ---- | ----- | ----- | ----- | ----- | ----- | ----- | ----- |
| 755  | 834  | 1 092 | 1 858 | 2 266 | 2 558 | 3 117 | 3 277 | 3 550 |

| 2018  | 2022  | - | - | - | - | - | - | - |
| ----- | ----- | - | - | - | - | - | - | - |
| 3 726 | 3 849 | - | - | - | - | - | - | - |

| selon la population municipale des années : | 1968 | 1975 | 1982 | 1990 | 1999 | 2006 | 2009 | 2013 |
| Rang de la commune dans le département      | 76   | 91   | 61   | 60   | 60   | 59   | 60   | 60   |
| Nombre de communes du département           | 592  | 582  | 586  | 588  | 588  | 588  | 589  | 589  |

### Enseignement
Le Lherm fait partie de l'académie de Toulouse.
Pour le premier degré d'éducation, Lherm possède une école maternelle publique, une école primaire publique.
Pour l'enseignement secondaire, Lherm possède également un collège public Flora Tristan.
Il y a des UNSS proposés (badminton, handball, football ainsi que VTT) au collège.
À cheval entre les communes de Lherm et de Muret, il existe aussi un centre de formation de l'École nationale de l'aviation civile.

### Santé
La commune possède un centre communal d'action sociale, une maison de retraite type EHPAD, des médecins généralistes, une Pharmacie,

### Culture
Médiathèque, Musée Cap Al Campestre, foyer du 3e âge, maison de la jeunesse, MJC Lherm Horizon Culturel,

### Services publics
Le Lherm possède un  bureau de poste.
Une maison départementale de proximité a ouvert ses portes en septembre 2024. Lieu d’information et d’accompagnement, il s'agit d'un relais des services départementaux, qui apporte une aide personnalisée pour découvrir ou se familiariser avec les outils numériques (ordinateurs, tablettes, smartphones…) ainsi qu'une aide dans les démarches administratives de la vie quotidienne.

### Activités sportives
- Cyclisme, danse, football, gymnastique, boxe, judo, karaté, tennis, basketball, pétanque, équitation,

#### Équipements sportifs
Un gymnase, une salle polyvalente (dojo, gymnastique, danse), un terrain multisports synthétique (football, basket…), un stade de football avec un terrain synthétique, deux terrains de tennis, un boulodrome, un City stade, skatepark, un centre équestre,

### Écologie et recyclage
La collecte et le traitement des déchets des ménages et des déchets assimilés ainsi que la protection et la mise en valeur de l'environnement se font dans le cadre de la Communauté de communes Cœur de Garonne.
Il existe une déchèterie située sur la commune de Rieumes (déchèterie du Savès).

## Économie

### Revenus
En 2018  (données Insee publiées en septembre 2021), la commune compte 1 449 ménages fiscaux, regroupant 3 782 personnes. La médiane du revenu disponible par unité de consommation est de 23 650 € (23 140 € dans le département). 56 % des ménages fiscaux sont imposés (55,3 % dans le département).

### Emploi
|                | 2008  | 2013  | 2018  |
| -------------- | ----- | ----- | ----- |
| Commune        | 5,9 % | 8,6 % | 8,6 % |
| Département    | 7,7 % | 9,6 % | 9,3 % |
| France entière | 8,3 % | 10 %  | 10 %  |

En 2018, la population âgée de 15 à 64 ans s'élève à 2 327 personnes, parmi lesquelles on compte 79,7 % d'actifs (71,2 % ayant un emploi et 8,6 % de chômeurs) et 20,3 % d'inactifs,. Depuis 2008, le taux de chômage communal (au sens du recensement) des 15-64 ans est inférieur à celui de la France et du département.
La commune fait partie de la couronne de l'aire d'attraction de Toulouse, du fait qu'au moins 15 % des actifs travaillent dans le pôle,. Elle compte 541 emplois en 2018, contre 608 en 2013 et 539 en 2008. Le nombre d'actifs ayant un emploi résidant dans la commune est de 1 665, soit un indicateur de concentration d'emploi de 32,5 % et un taux d'activité parmi les 15 ans ou plus de 63,2 %.
Sur ces 1 665 actifs de 15 ans ou plus ayant un emploi, 229 travaillent dans la commune, soit 14 % des habitants. Pour se rendre au travail, 89,8 % des habitants utilisent un véhicule personnel ou de fonction à quatre roues, 3,6 % les transports en commun, 2,9 % s'y rendent en deux-roues, à vélo ou à pied et 3,8 % n'ont pas besoin de transport (travail au domicile).

### Activités hors agriculture

#### Secteurs d'activités
295 établissements sont implantés  à Lherm au 31 décembre 2019. Le tableau ci-dessous en détaille le nombre par secteur d'activité et compare les ratios avec ceux du département,.
| Secteur d'activité                                                                                        | Commune | Commune | Département |
| Secteur d'activité                                                                                        | Nombre  | %       | %           |
| --- | ------- | ------- | ----------- |
| Ensemble                                                                                                  | 295     | 100 %   | (100 %)     |
| Industrie manufacturière, industries extractives et autres                                                | 25      | 8,5 %   | (5,7 %)     |
| Construction                                                                                              | 78      | 26,4 %  | (12 %)      |
| Commerce de gros et de détail, transports, hébergement et restauration                                    | 63      | 21,4 %  | (25,9 %)    |
| Information et communication                                                                              | 7       | 2,4 %   | (4,1 %)     |
| Activités financières et d'assurance                                                                      | 1       | 0,3 %   | (3,8 %)     |
| Activités immobilières                                                                                    | 11      | 3,7 %   | (4,2 %)     |
| Activités spécialisées, scientifiques et techniques et activités de services administratifs et de soutien | 48      | 16,3 %  | (19,8 %)    |
| Administration publique, enseignement, santé humaine et action sociale                                    | 42      | 14,2 %  | (16,6 %)    |
| Autres activités de services                                                                              | 20      | 6,8 %   | (7,9 %)     |

Le secteur de la construction est prépondérant sur la commune puisqu'il représente 26,4 % du nombre total d'établissements de la commune (78 sur les 295 entreprises implantées  à Lherm), contre 12 % au niveau départemental.

#### Entreprises et commerces
Les six entreprises ayant leur siège social sur le territoire communal qui génèrent le plus de chiffre d'affaires en 2020 sont : 
- Maison Lascours, commerce de détail de viandes et de produits à base de viande en magasin spécialisé (6 512 k€)
- EURL ML Tournefeuille, commerce de détail de viandes et de produits à base de viande en magasin spécialisé (2 543 k€)
- EURL ML Escalquens, commerce de détail de viandes et de produits à base de viande en magasin spécialisé (2 148 k€)
- SAS FPV LHERM, production d'électricité photovoltaïque (877 k€)
- SARL Gajan, traitement et élimination des déchets non dangereux (569 k€)
- SARL De Jottes, activités de soutien aux cultures (492 k€)

Au XXe siècle, avec le déclin de l'activité agricole et notamment la viticulture, le bourg s'est dépeuplé jusqu'aux années 1970, date de la création des premiers lotissements qui vont faire de Lherm un village suburbain de la troisième couronne toulousaine.
En janvier 2012, la commune franchit le seuil des 3 500 habitants avec une population totale de 3 507 personnes. Au fil des années, Lherm s'est doté de nombreux commerces et abrite une trentaine d'associations sportives et culturelles. La présence de bois et de bosquets lui donne encore un cachet champêtre fort apprécié que la municipalité cherche à préserver.
Début 2020, la centrale électrique du Lherm, appartenant au groupe Akuo Energy, a été mise en exploitation. Il s'agit d'une centrale photovoltaïque qui intègre une dimension agricole. La centrale dispose d’une capacité installée de 10,5 MWc. Elle permet d'alimenter en électricité verte l'équivalent de la commune de Lherm, tout en redonnant une vocation agricole à des terres peu fertiles, en friche depuis plusieurs années. Le volet agricole s'est concrétisé avec l'installation d'un troupeau d'ovins et caprins et la plantation de haies mellifères.

### Agriculture
La commune est dans « les Vallées », une petite région agricole consacrée à la polyculture sur les plaines et terrasses alluviales qui s’étendent de part et d’autre des sillons marqués par la Garonne et l’Ariège. En 2020, l'orientation technico-économique de l'agriculture  sur la commune est la polyculture et/ou le polyélevage.
|               | 1988  | 2000  | 2010  | 2020  |
| ------------- | ----- | ----- | ----- | ----- |
| Exploitations | 60    | 22    | 20    | 25    |
| SAU (ha)      | 1 648 | 1 146 | 1 007 | 1 353 |

Le nombre d'exploitations agricoles en activité et ayant leur siège dans la commune est passé de 60 lors du recensement agricole de 1988  à 22 en 2000 puis à 20 en 2010 et enfin à 25 en 2020, soit une baisse de 58 % en 32 ans. Le même mouvement est observé à l'échelle du département qui a perdu pendant cette période 57 % de ses exploitations,. La surface agricole utilisée sur la commune a également diminué, passant de 1 648 ha en 1988 à 1 353 ha en 2020. Parallèlement la surface agricole utilisée moyenne par exploitation a augmenté, passant de 27 à 54 ha.

## Culture locale et patrimoine

### Lieux et monuments
- Église Saint-André de Lherm, église bâtie en 1527 et remaniée au XIXe, classée Monument historique depuis 1993[48]. Édifice religieux de style gothique méridional qui pourrait être bâti sur l’ancienne église Sainte-Marie de l’Abbaye de Lézat. Détruite en partie lors de la guerre de 100 ans, elle fut reconstruite à partir de 1527. Trois campagnes de construction jalonnent la vie de l’édifice : XVe, XVIe et XIXe siècles. En 1844, fragilisé par l’installation de nouvelles cloches issues des fondeurs toulousains, Louison et Viguier, son ancien clocher-mur avec trois baies est remplacé par l’actuelle tour, de type clocher toulousain, d’une hauteur totale de 33,60 m. L’ouvrage fut fini en 1848. Cette même année, les frères Pedoya, peintres italiens ayant réalisé de nombreuses œuvres religieuses et décoratives en pays toulousain et dans les Pyrénées, réalisèrent le décor des voutes et de la nef en « bleu Pedoya ». En 1851, des chapelles latérales sont bâties donnant à l’église un plan d’ensemble plus régulier et symétrique. Ainsi, l’église actuelle comporte une nef unique (XVIe siècle) avec voûtes en croisée d’ogives et dotée de chapelles rayonnantes autour du chœur avec ses peintures murales du XVème siècle. En 1853, fabriquée par l’horloger toulousain Boussard et grâce aux ferrures du forgeron Sendrane du hameau de La Pielle, l’horloge est installée. Les vitraux sont de type figuratif. Le plus ancien, daté de 1860, est celui de la chapelle des fonts baptismaux, ancienne entrée de l’église. Il est signé du peintre verrier toulousain Bordieu. Les vitraux des baies hautes de la nef furent réalisés de janvier 1873 jusqu’en 1879 par Louis Victor Gesta, peintre verrier réputé de Toulouse ayant son atelier avenue Honoré Serres, dans la maison dite « Château des Verrières ». L’édifice recèle une de ses cloches fêlées, du XVe siècle, déposée dans la nef, une superbe Pietà de bois sculpté polychrome (XVIIe siècle), une vierge à l’enfant en bois peint et doré (XVIIe siècle) et un chapier composé de tiroirs demi-circulaires pivotant autour d'un axe central. Les stalles en chêne sont du XVIIe siècle. Les miséricordes sont décorées de sculptures issues du bestiaire fantastique dont un très beau diable tirant la langue. Dans l’une des chapelles, des peintures murales du XVe siècle montrent Saint François d’Assise recevant les stigmates de la Passion du Christ et Saint Michel terrassant Lucifer. L’église est classée au titre de monument historique en 1993.
- Chapelle Notre-Dame-du-Bout-du-Pont, inscrite à l'Inventaire supplémentaire des monuments historiques depuis 1978[49]. D’origine inconnue, cet édifice en briques cuites surmonté d’un petit campanile, à nef rectangulaire et chœur en demi-cercle avec charpente plafonnée, a la forme romane des chapelles primitives de la région. Placée à l’extrémité du pont (probablement) levis qui permettait le franchissement des douves entourant le château fort démoli en 1840, elle a sans doute été fondée au Moyen-Âge. Il était alors courant de construire une chapelle à l’extrémité d’un château pour y recevoir les serfs et les étrangers non titrés. Elle renferme des fresques du XVIIe siècle ainsi qu’un retable doré du XIXe siècle. Après la guerre 39-45, la chapelle est en grand péril. Son plafond à décor peint, où figurait semble-t-il un calvaire, est démoli pour être remplacé par un plafond en plâtre. En 1977, le peintre toulousain Abel Clarens restaure le décor du chœur. La charpente est également consolidée et ses vitraux sont restaurés par une Lhermoise pieuse et artiste. La toiture est remaniée en 2024.
- La halle ituée au cœur du village, c’est un édifice emblématique du patrimoine local, typique des halles du Sud-Ouest de la France. De forme carrée, l’ancienne halle reposait sur de solides piliers en bois qui soutenaient une charpente apparente, conformément à l’architecture vernaculaire de la région. Sa construction initiale tout en bois pourrait donc dater du Moyen-Âge. Des documents la situent bien en place, au XVIIIe siècle. Cette structure ouverte permettait autrefois d’abriter le marché local et des foires, tout en offrant une circulation d’air et un espace protégé des intempéries notamment pour remiser les charrettes et charretons appartenant aux agriculteurs du centre du village. Y était aussi installé le « travail », nom donné à la structure dans laquelle le forgeron maréchal-ferrant maintenait les bœufs et les vaches pour les ferrer, pour les labours. Mais le 1er thermidor de l’An X, soit le 20 juillet 1802, le maire de l’époque, M. Suarez, autorise le citoyen Bergès, forgeron, à déplacer le travail installé sous la halle pour le mettre en fonctionnement devant la porte de sa forge. C’est ainsi que le travail quitte la halle. Au tout début du XXe siècle, le village se modernise et une nouvelle halle, plus grande et de structure métallique, est construite en 1907. Vendue à un agriculteur, route de Toulouse, la vieille halle reprend du service en devenant hangar agricole. Elle disparaîtra lors d’un incendie en 1971. La nouvelle halle est construite en métal, dans le style de l’époque « glorifié par Eiffel » et comporte quelques éléments en bois dans sa charpente. La toiture en zinc a été entièrement restaurée en 2022. Sa charpente bois et ses voliges ont alors été remplacées. Aujourd’hui, elle continue de jouer un rôle central dans la vie du village abritant évènements, fêtes et marchés, tout en restant un témoignage vivant du patrimoine architectural rural.
- Musée des traditions populaires : musée Cap Al Campestre[50]. Ce musée est une fenêtre vers le passé. Il se dévoile comme un gardien des souvenirs de la vie quotidienne entre 1900 et 1960 dans les villes et villages. En exposant une riche collection d'objets, d'outils et de matériels qui ont façonné la vie de cette époque, le musée transporte le visiteur dans un voyage à travers les traditions et les coutumes populaires. Chaque artefact exposé devient un témoin silencieux d'une époque révolue, offrant un aperçu vivant de la manière dont nos ancêtres vivaient, travaillaient et s'exprimaient.
- Galerie d'art contemporain : 63th Avenue[51]. Galerie d'art abstrait et peinture contemporaine.
- Monument aux morts.
- La Grande Croix de Mission. Cette monumentale Croix de la Passion, érigée sur la place principale du village, à l'issue d'une mission, date de 1820. Elle est le formidable témoignage de maîtrise artisanale de la ferronnerie. A la fois fine et élancée, cette croix accueille les nombreux symboles de la passion du Christ : le coq vigilant tout en haut de la hampe avec l'inscription INRI (Jésus de Nazareth, roi des juifs), le cœur transpercé, la couronne d'épines, le calice de la Cène, le soleil et la lune représentant l'éclipse, les deux lances qui ont transpercé le corps du Christ dont l'une comporte l'éponge ; et à la base, le serpent. Sur la façade de son solide socle en briques est creusée une niche surmontée d'une coquille de Saint-Jacques entourée de branches et de feuilles de laurier.
- La Croix de l'Archiprêtré. Construite en 1892, elle est dédiée au curé lhermois Guillaume Casse. Elle est située rue de l’Archiprêtré, où se trouvait, à l’époque, le presbytère dans lequel l’Abbé Casse a vécu une partie de sa vie et y est décédé (AD 31 acte 11), le 7 mars 1844. En 1991, abîmée par l’âge, détériorée en partie, elle a été restaurée par un habitant du quartier. En 2020, pour une raison inconnue, la croix est cassée, certains morceaux perdus, seul le socle est intact. C'est en 2023 qu'un groupe de Lhermois préoccupés par la conservation du patrimoine bâti de la commune et soutenus par la municipalité, décide d'entreprendre sa restauration. Gérard Verger, médecin à la retraite, récemment installé sur la commune, réalise le travail artistique du vitrail qui entoure la croix cassée.
- Aérodrome de Muret-Lherm avec son meeting aérien annuel Airexpo.

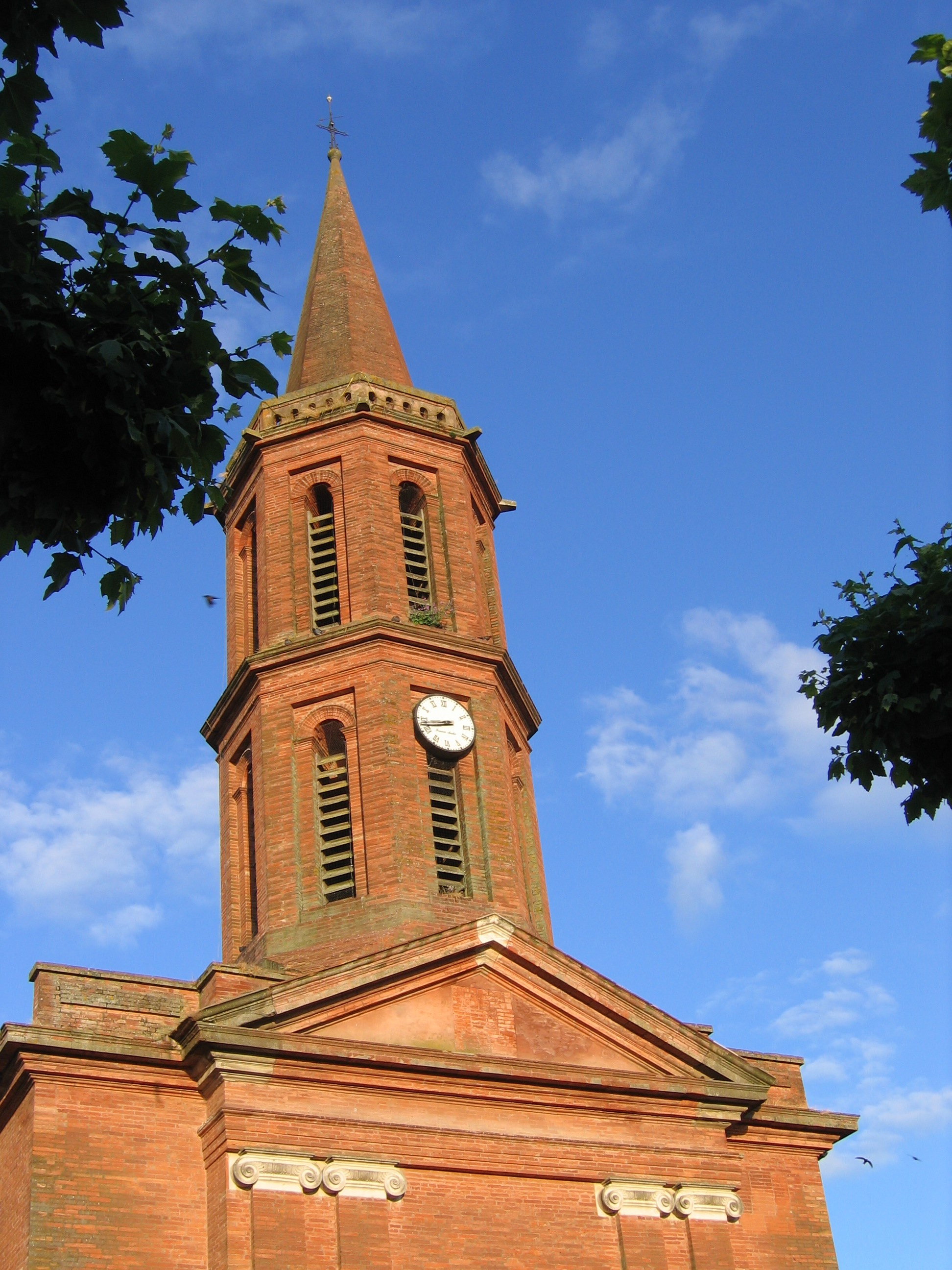
L'église Saint-André.
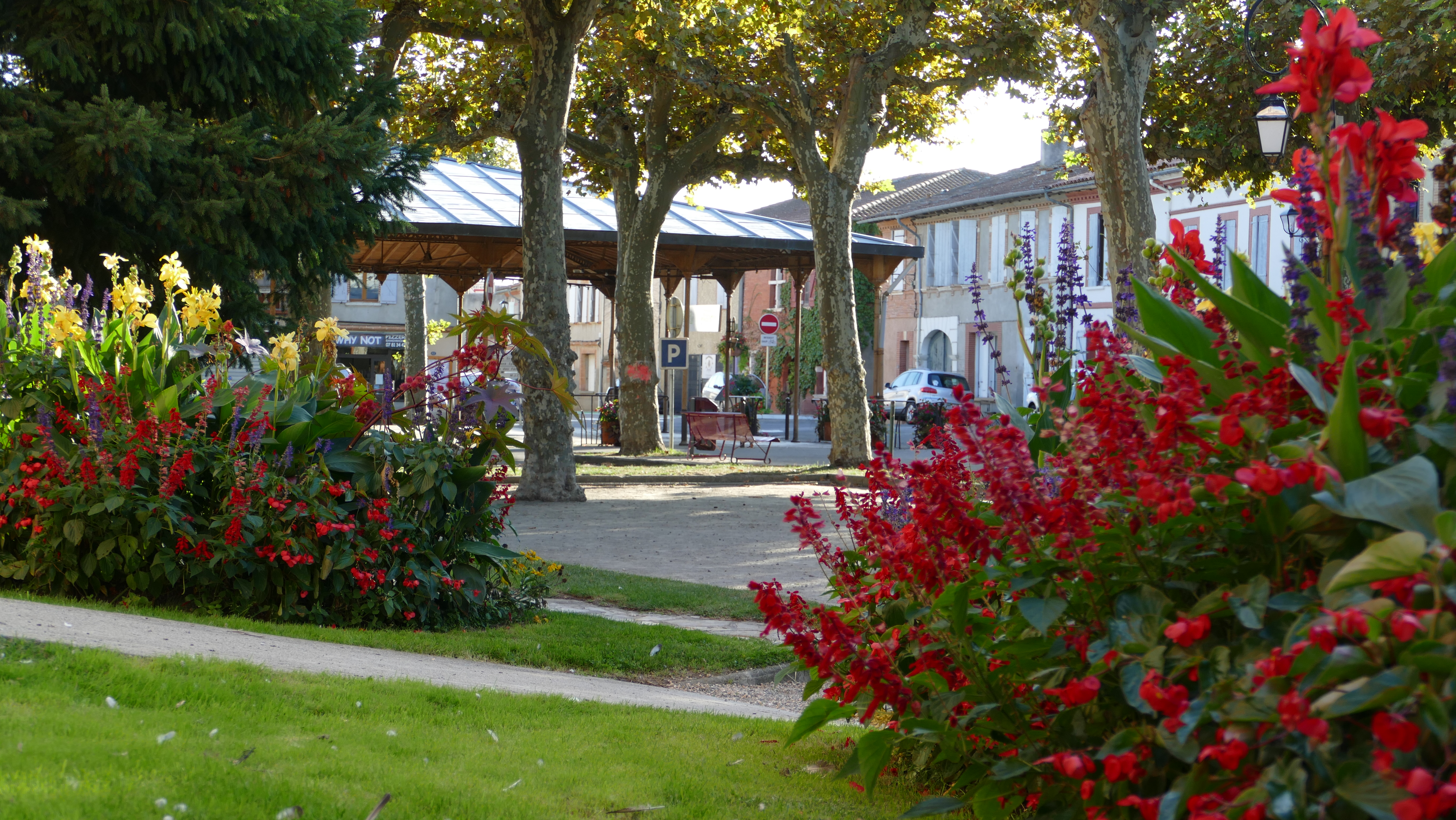
La place de l'église et sa halle de type "Eiffel".
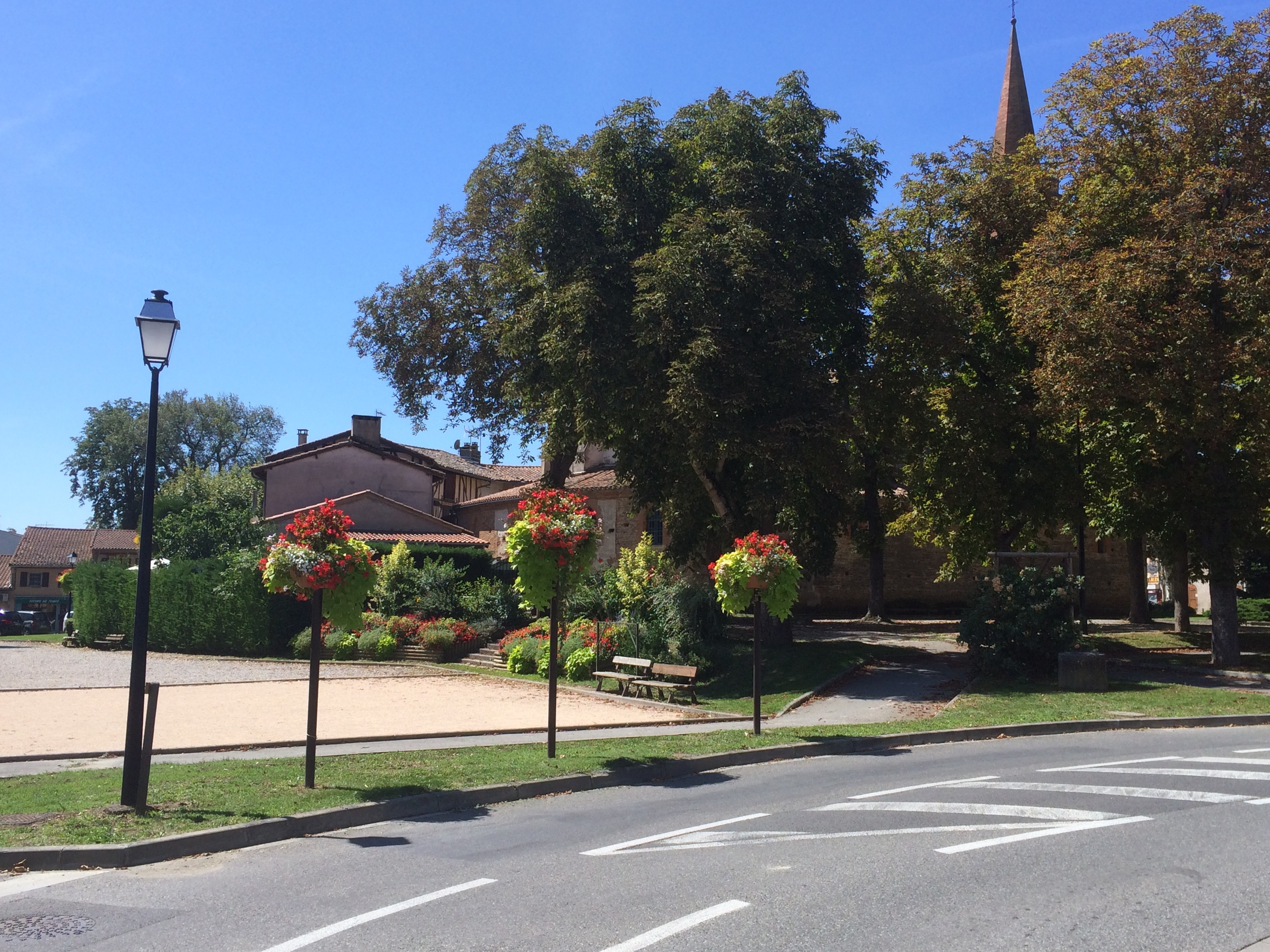
La place de l'église.
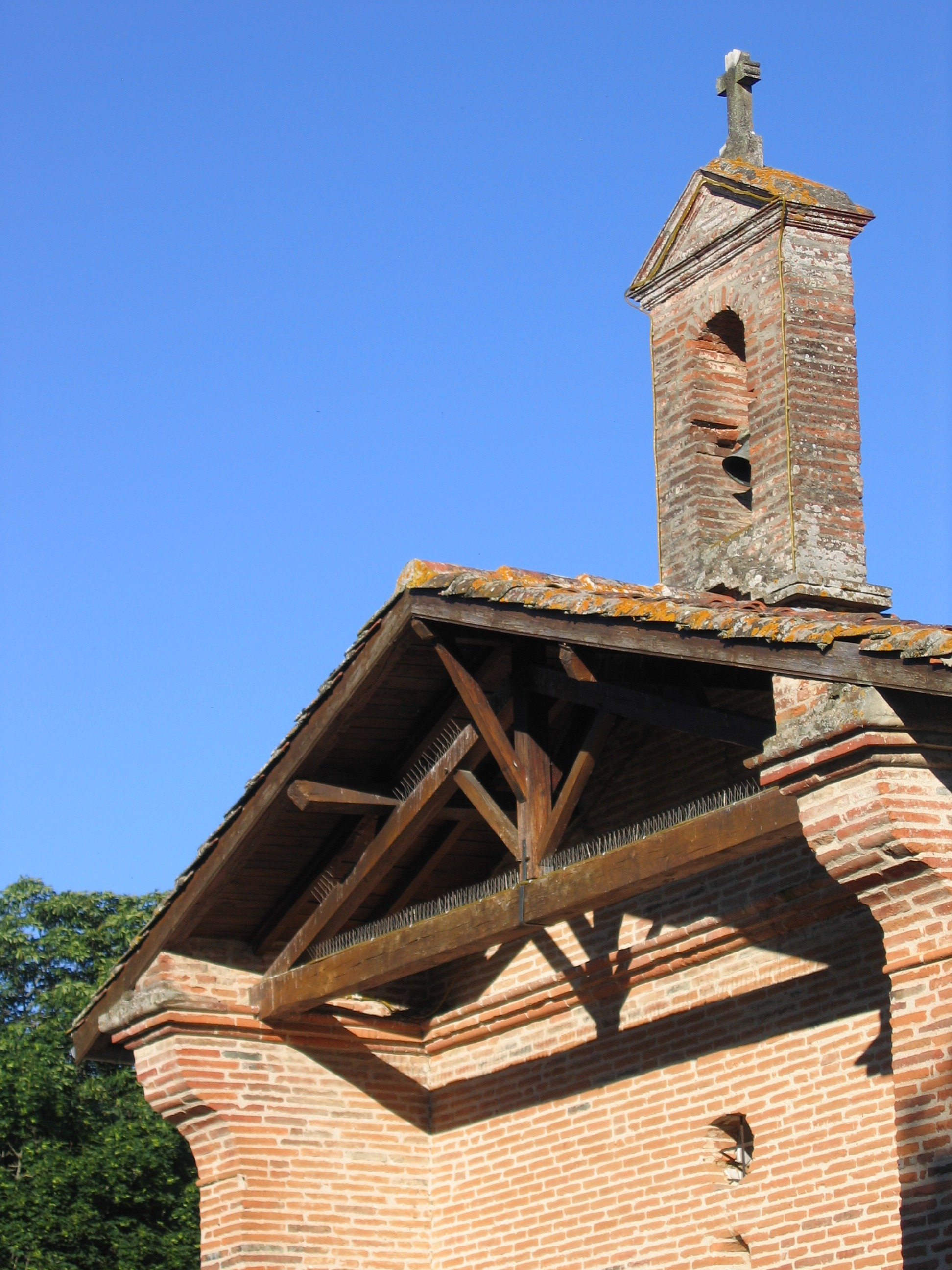
Chapelle Notre-Dame-du-Bout-du-Pont.
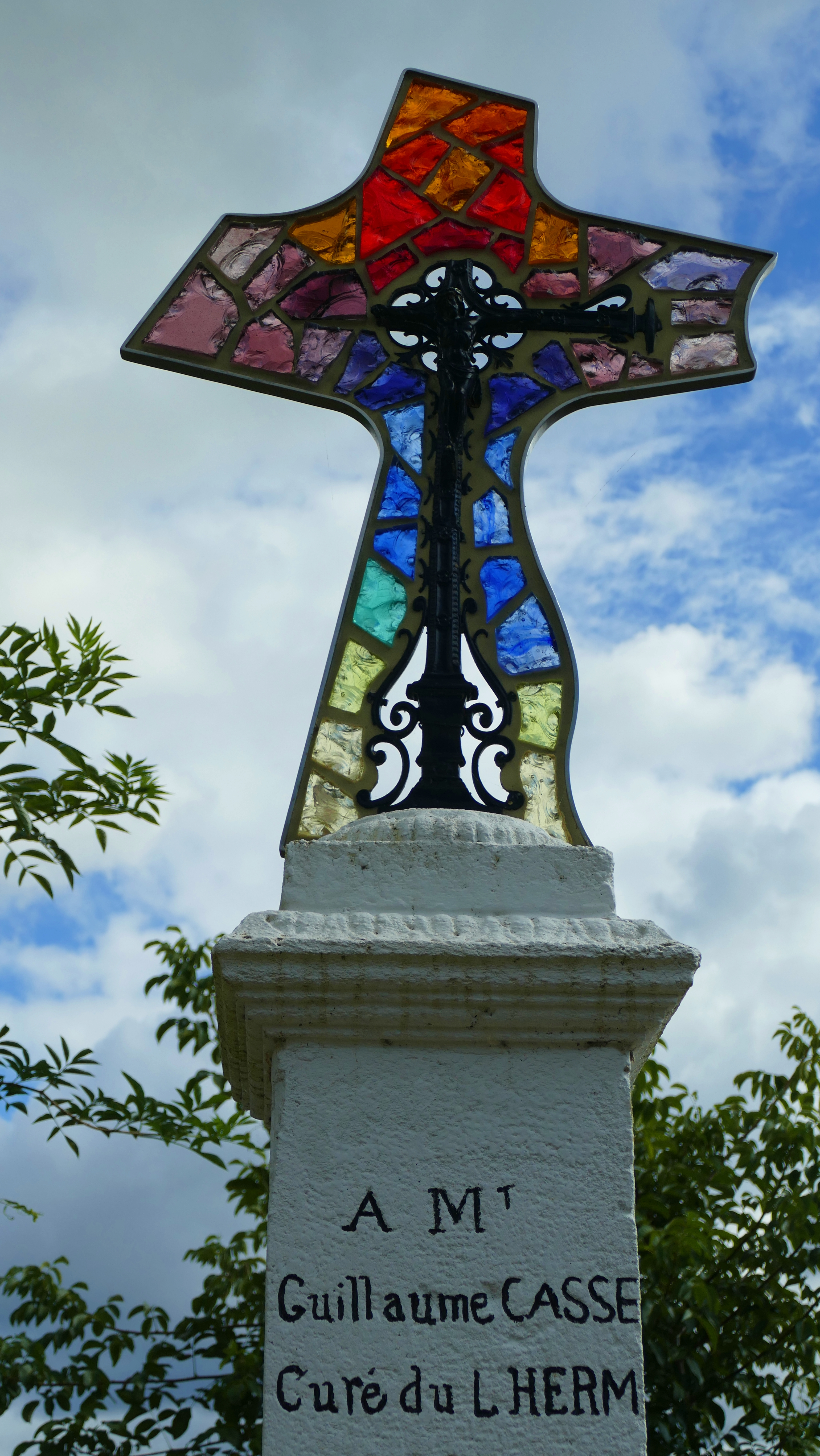
La Croix de l’Archiprêtré
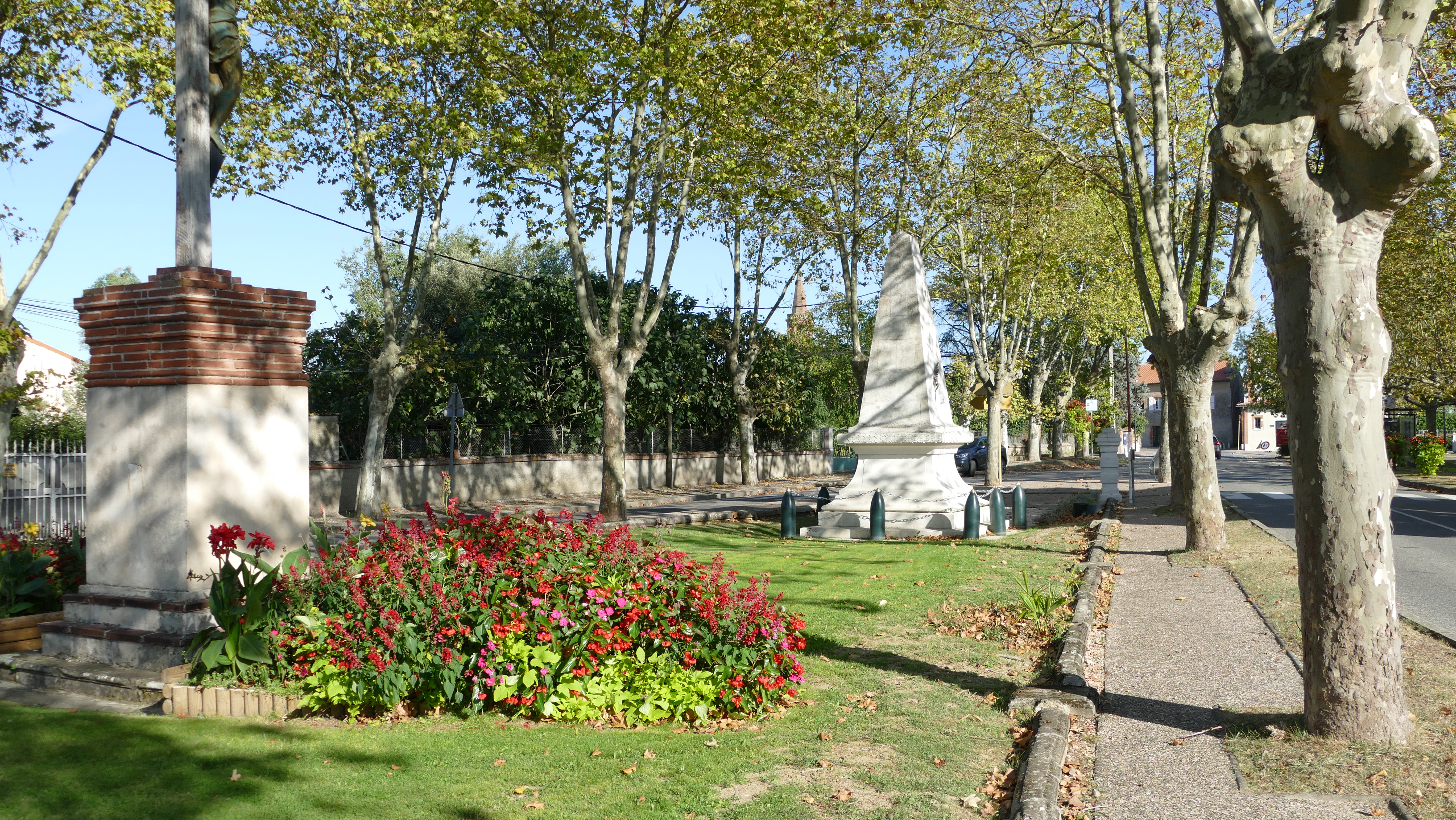
Monument aux Morts devant la grande croix de mission.

### Personnalités liées à la commune
- Charles Lapierre, artiste né dans cette commune en 1868.
- Jean-François Soucasse
- Manuel Huguet
- Auguste de Brettes-Thurin
- Capitaine Jules Delattre, commandant du maquis de Rieumes, qui vécut à Lherm, dans l'ancien Archiprêtré, de 1939 à sa mort, le 9 août 1944.Capitaine Jules Delattre

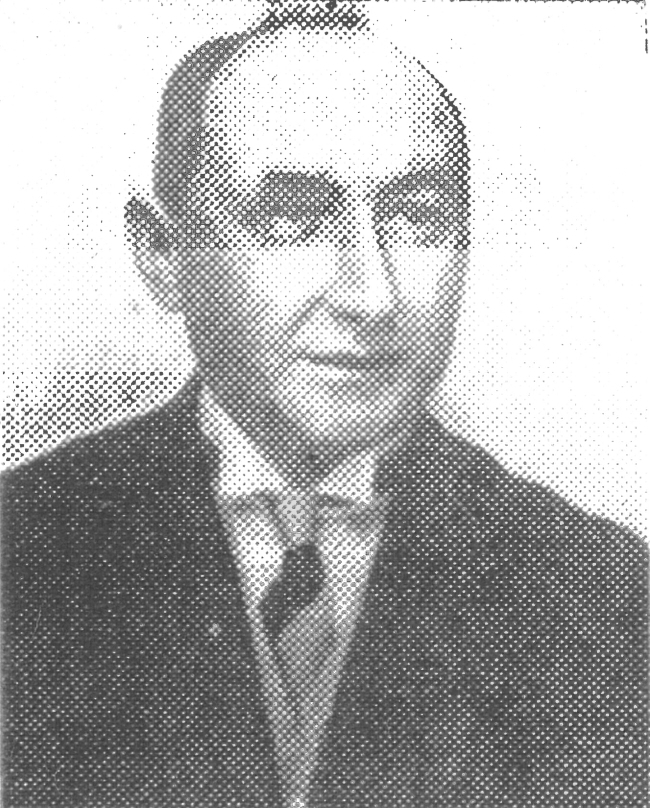
Capitaine Jules Delattre

- Philippe Laudenbach

### Héraldique

Le chef du blason, d'or à trois fleurs de lys de gueules orangées, indique l'appartenance au domaine royal de France et se rencontre souvent dans la jugerie et l'élection de Rivière-Verdun dont dépendait Lherm au XIVe siècle.
Les trois tours crénelées, jointes par deux entre-murs crénelés, blanches sur fond bleu, sont tirées des armoiries de Lézat et la tour donjonnée évoque le château fort de Lherm.
Le dernier tiers, représente une terrasse ondée de sinople (vert), figurant dans les armoiries de Lézat, elle peut indiquer la position du village sur la moyenne terrasse de la Garonne.
L'utilisation de ce blason pour la commune de Lherm, se justifie par le fait que la plus ancienne mention écrite actuellement se trouve dans le cartulaire de l'abbaye de Lézat (Ariège) qui cite en 974 un alleu (terre libre ne relevant pas d'un seigneur et exempte de toute redevance) appelé Herm.